# Досекин, Николай Васильевич
Никола́й Васи́льевич Досе́кин (7 [19] мая 1863, Харьков, Харьковская губерния, Российская империя — 11 августа 1935, Москва) — русский живописец — импрессионист, скульптор, сценограф, член Товарищества передвижных художественных выставок, участник выставочного объединения «36 художников», учредитель «Союза русских художников».

## Биография

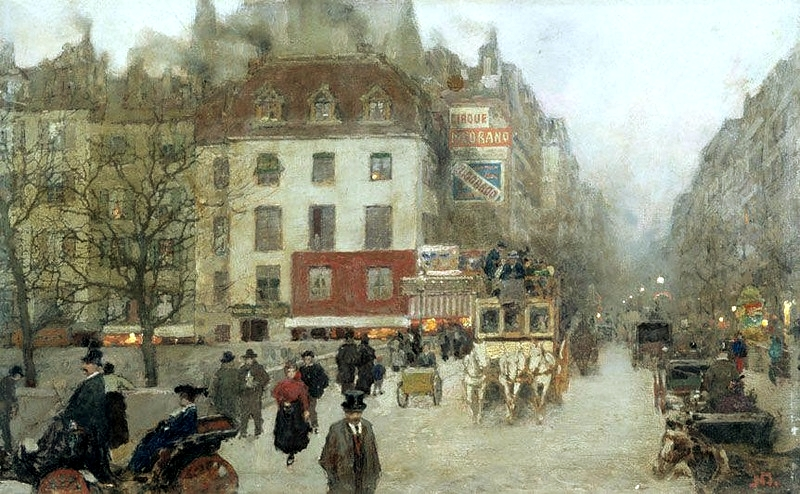
«Париж. Улица Монмартр», (1900-е), бумага, наклеенная на картон, масло — Государственная Третьяковская галерея

Родился в семье известного русского фотографа, владельца фотографических мастерских в Харькове и Москве — Василия Досекина (1829—1900).
Двое из четырёх детей Василия Досекина стали художниками — Николай, бравший частные уроки у харьковского художника Егора Шрейдера и его младший брат Сергей (1869—1916), закончивший в 1894 году Императорскую Академию художеств.
В 1879 году переехал в Москву, где до 1894 года учился рисунку и живописи в пейзажной мастерской Александра Киселёва. В 1896 покинул Россию и до 1918 года жил в Париже, продолжив образование и посещая мастерскую Елизаветы Кругликовой.
С 1888 года экспонент Товарищества передвижных художественных выставок. Выставлялся на XVI—XXV, XXVII и XXVIII выставках Товарищества. В 1900 году становится полноправным членом Товарищества, однако в 1901 году вышел из Товарищества, выступив против неравноправного положения молодых художников и вместе с Аполлинарием Васнецовым, Сергеем Виноградовым, Василием Переплётчиковым становится инициатором создания своего выставочного объединения, которое, по числу входящих в неё членов, получило название «36 художников».
Проведя две выставки в 1901—1903 годах, московское объединение «36 художников» и петербуржское объединение «Мир искусства» создают в 1903 году Союз русских художников, одним из учредителей которого становится Досекин.
В 1918 году Досекин вернулся в Россию и с 1919 по 1921 год возглавляет кооператив художников в Ростове-на-Дону. С 1922 по 1925 год сотрудник Московского кустарного музея.
Похоронен на Донском кладбище в Москве.

## Галерея

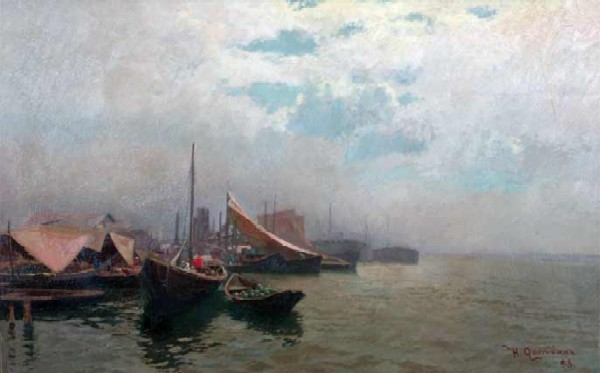
«Суда у волжской пристани», (1893), холст, масло — частное собрание
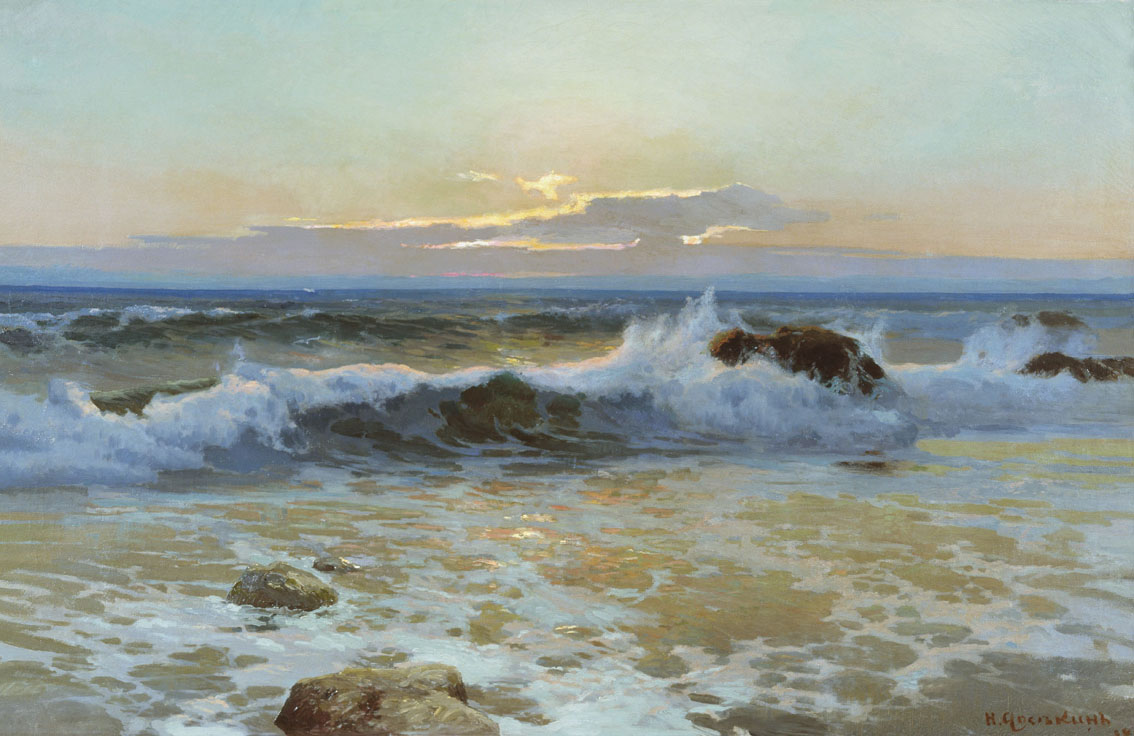
«Прибой», (1894), холст, масло — Омский областной музей изобразительных искусств имени М. A. Врубеля
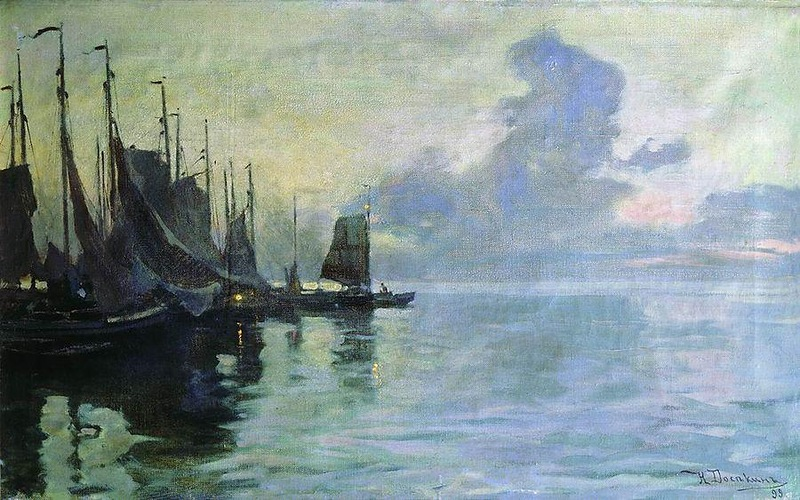
«Сумерки на море», (1899), холст, масло — Одесский художественный музей
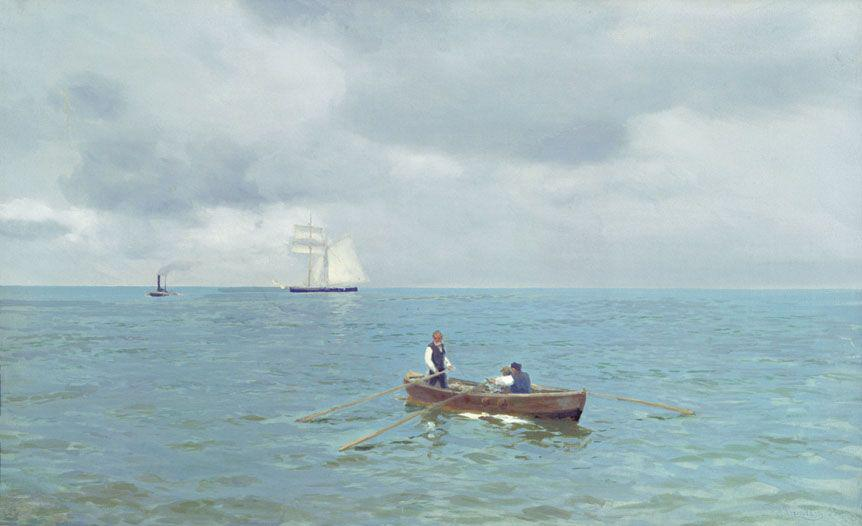
«В море», (1899), холст, масло, темпера — Государственная Третьяковская галерея
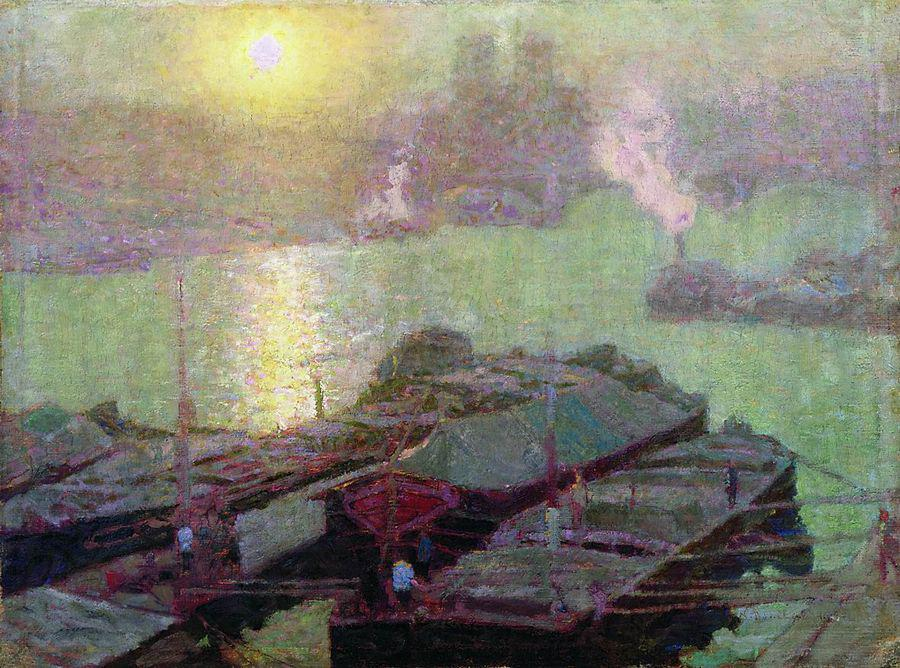
«Сена. Париж.», (1900), холст, масло — Рязанский государственный областной художественный музей имени И. П. Пожалостина
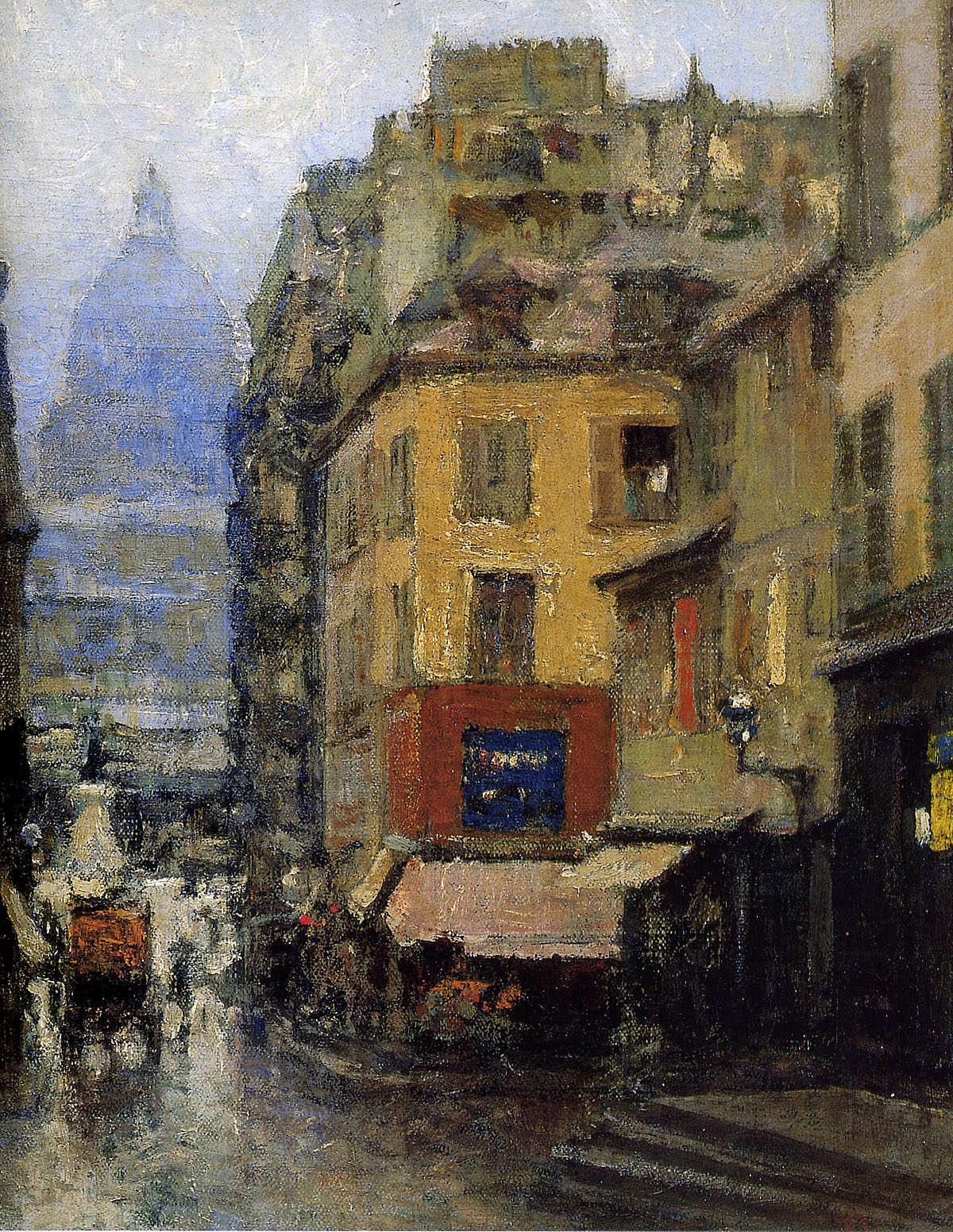
«Париж. Латинский квартал», (1900-е), холст, масло — частное собрание
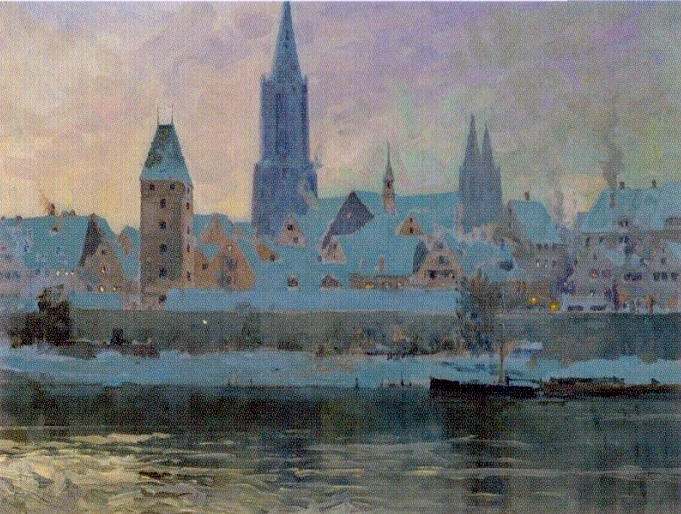
«Кёльн зимой», (1900-е), картон, масло — Государственная Третьяковская галерея
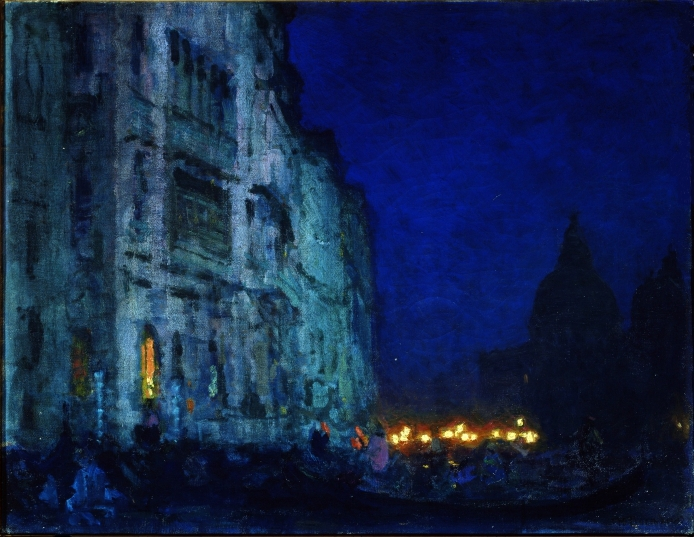
«Венецианский ноктюрн», (1900-е), холст, масло — Государственный музей искусств Казахстана имени А. Кастеева
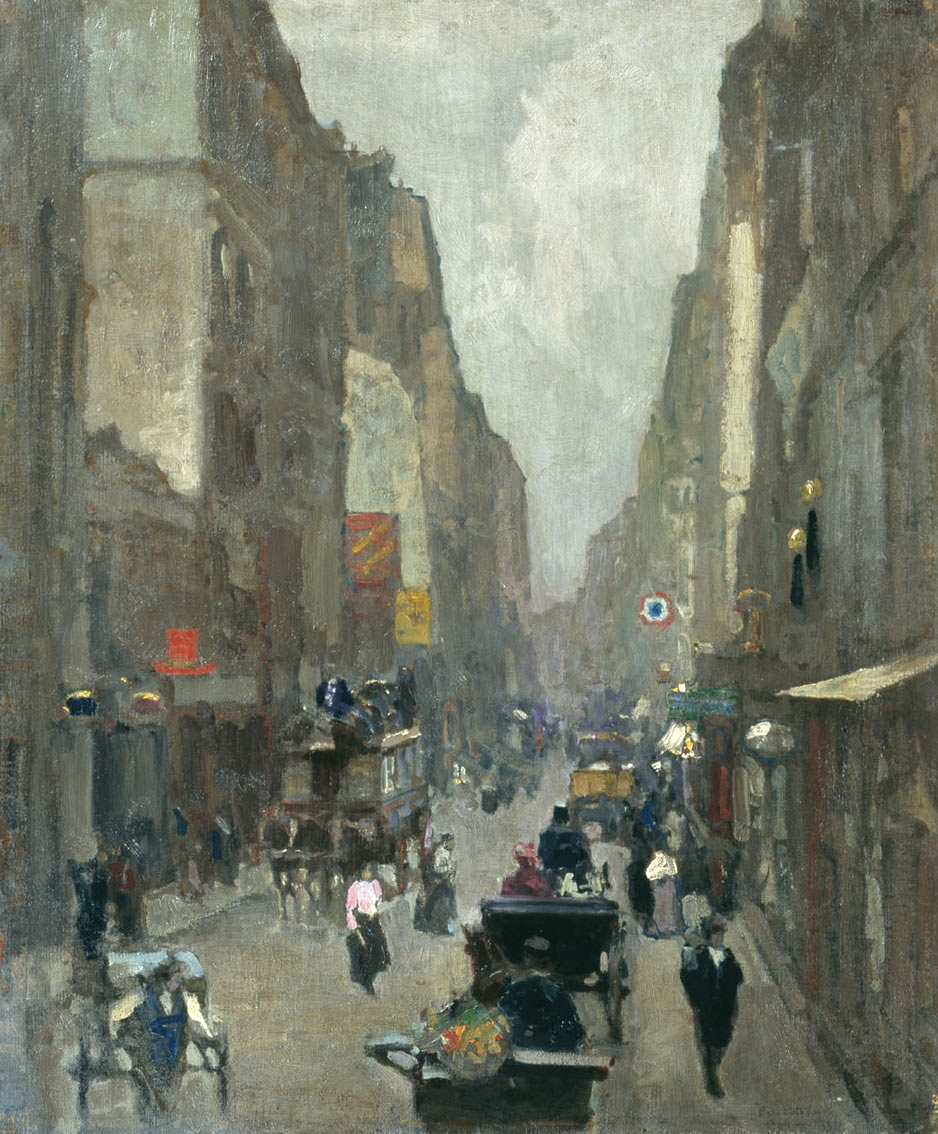
«Улица Сен-Дени. Париж», (между 1904 и 1912), холст, масло — Государственный музей-заповедник «Ростовский кремль»
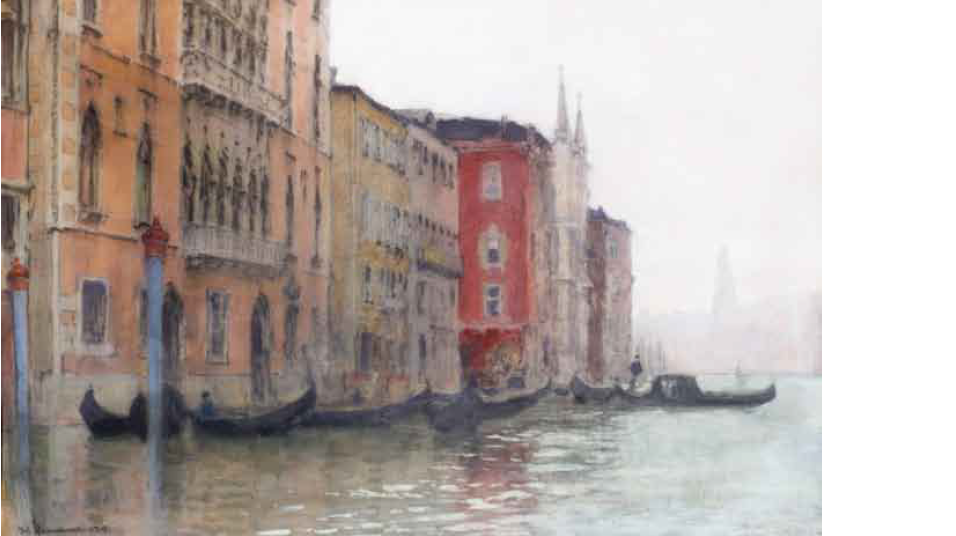
«Венеция. Палаццо Бернардо», (1916), картон, масло, графитный карандаш — частное собрание